# ارختئوس
ارختئوس (به انگلیسی: Erechtheus)، پادشاه افسانه‌ای آتن.

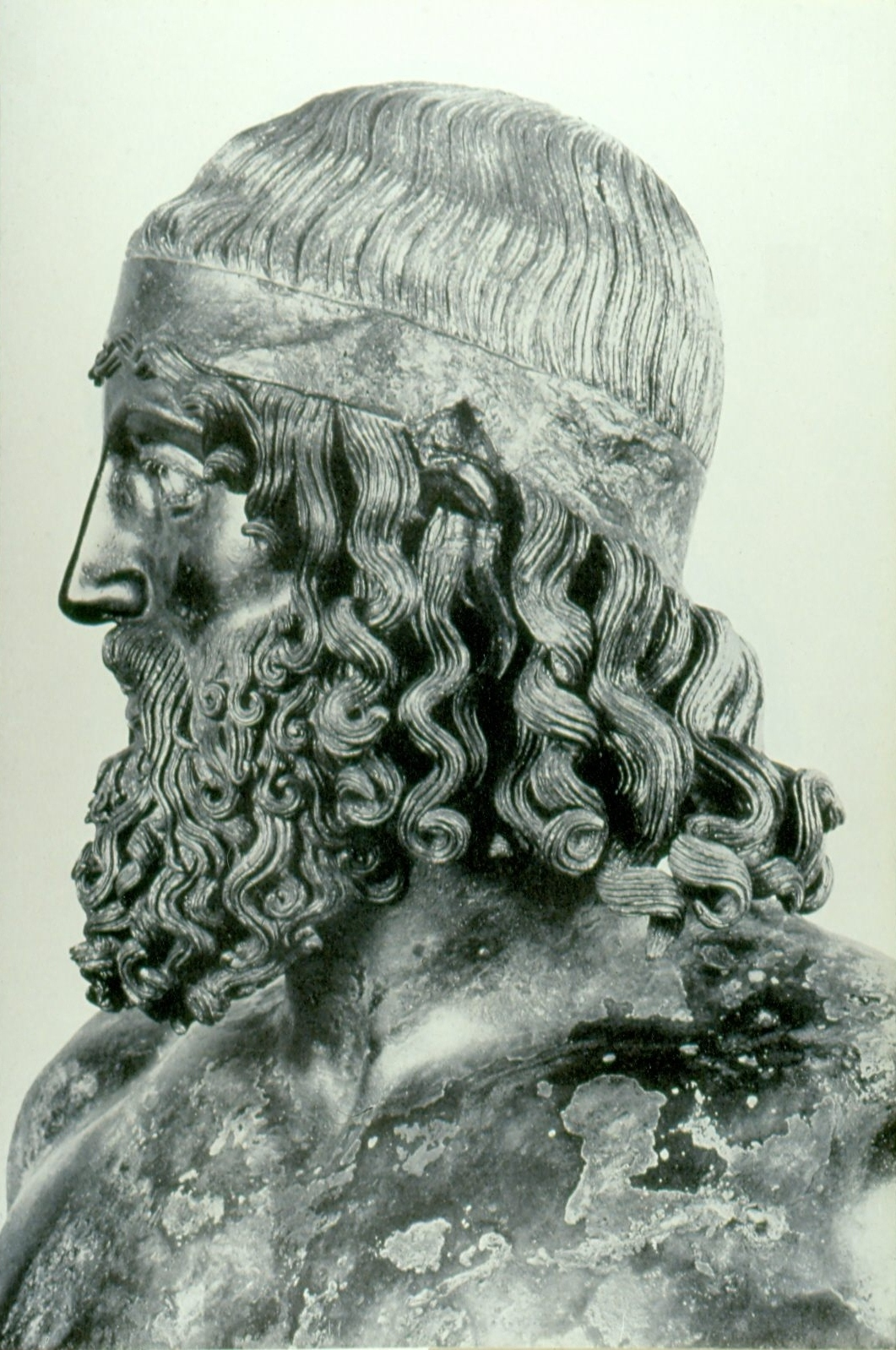
مجسمه احتمالی ارختئوس

پسر پاندیون و زئوکسیپه بود. با یک نایاد (پری‌آب)به نام پراکسیتیا ازدواج کرد. از فرزندانش می‌توان به ککروپس، پاندروروس، تسپیوس و اروفئوس اشاره کرد. 
در زمان وی آتن با الئوسیس وارد جنگ شد. کسوتوس با وی متحد گشت و او با قربانی کردن دختر خود جنگ باخته را برد.